# Gabourey Sidibe
Gabourey Ridley Sidibe (Brooklyn, Nova Iorque, 6 de Maio de 1983) é uma atriz norte-americana que fez sua estreia como protagonista no filme Precious (Preciosa - Uma História de Esperança (título no Brasil)) que lhe rendeu uma indicação ao Oscar de melhor atriz. Também conhecida por interpretar Queenie na série americana American Horror Story em sua 3º temporada e uma breve participações nas 4°, 5° e 8° temporadas.

## Vida
Sidibe nasceu no Brooklyn, Nova York, e foi criada pela mãe no Harlem. Sua mãe, Alice Teixeira Ridley era uma cantora gospel e de R&B, e seu pai, Ibnou Sidibe era taxista. Ela frequentou diversas faculdades de Nova York.
Em Preciosa - Uma História de Esperança, Sidibe interpreta Claireece "Precious" Jones, uma garota de 16 anos que sofre abusos físicos, psicológicos e sexuais. Mãe de uma criança de quatro anos e grávida de outro filho, ambos filhos de seu próprio pai. O filme ganhou vários prêmios, incluindo o Sundance Film Festival, na categoria Grande Prêmio do Júri. Gabourey foi indicada ao Oscar na categoria de melhor atriz em 2010, concorrendo com atrizes de renome como Sandra Bullock e Meryl Streep, sendo que Sandra Bullock levou a estatueta.
Ela terminou de filmar seu próximo filme, Yelling to the Sky, um projeto do Laboratório de Sundance, dirigido por Victoria Mahoney e estrelado por Zoe Kravitz, no qual interpreta uma valentona.
Em 8 de dezembro de 2009, ela apareceu no Jay Leno Show para promover Preciosa e participou do game "Ganhe Seu Plug" onde o desafio era responder uma trivia sobre 'N Sync, com a ajuda de surpresa do ex-membro da banda Lance Bass. Uma semana depois, em 15 de dezembro, ela foi indicada para um Globo de Ouro na categoria de Melhor Atriz em um Filme Dramático por sua performance em Preciosa.
Em 2011, fez uma protagonista no clipe da banda indie norte-americana Foster the People da música "Don't Stop (Collor on the Walls), Participou da terceira temporada da série American Horror Story: Coven, como a personagem Queenie, uma bruxa voodoo que foi acolhida no clã das bruxas de Salém.. Sidibe também participou da quarta temporada, Freak Show, como a filha da empregada Dora, Regina Ross. Depois de quase uma temporada ter se passado, Sidibe aparece como Queenie em American Horror Story: Hotel fazendo participação especial.
Em 2015, Sidibe interpretou Becky Williams na série da Fox, Empire, fazendo parte do elenco principal. Na segunda temporada da série, sua personagem passou de elenco recorrente para elenco regular.
Em 2018 voltou a interpretar Queenie em American Horror Story: Apocalyse.

## Prêmios e indicações
| Ano  | Prêmio        | Categoria                      | Trabalho                            | Resultado | Ref |
| ---- | ------------- | ------------------------------ | ----------------------------------- | --------- | --- |
| 2010 | Oscar         | Melhor Atriz                   | Preciosa, uma História de Esperança | Indicada  |     |
| 2010 | Globo de Ouro | Melhor Atriz em Filme de Drama | Preciosa, uma História de Esperança | Indicada  |     |
| 2010 | BAFTA         | Melhor Atriz                   | Preciosa, uma História de Esperança | Indicada  |     |